# خطای ابزار

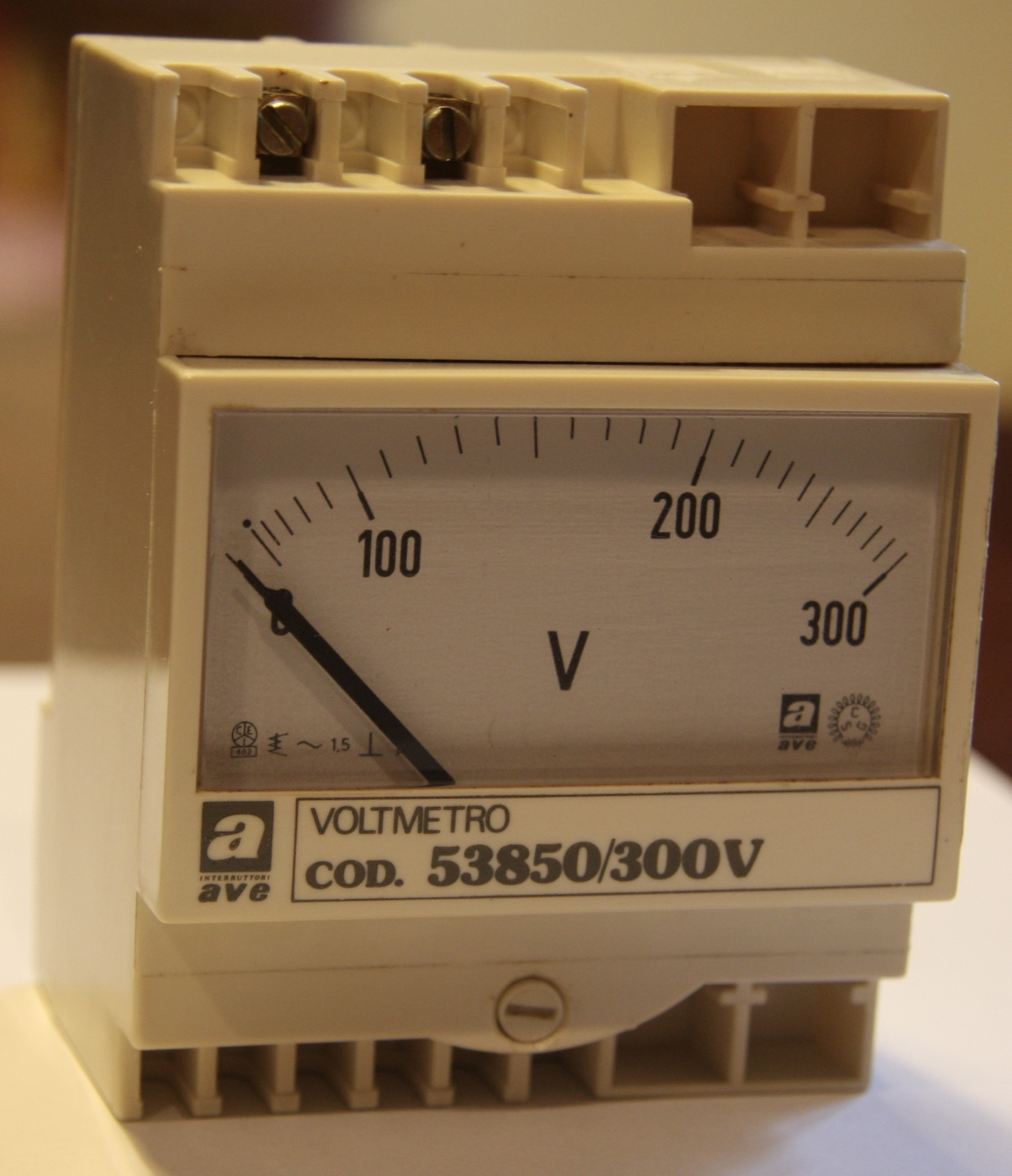
نمایی از جلوی یک ولت‌متر قدیمی محصول اینتورنو در سال ۱۹۸۸

در اندازه‌گیری کمیت‌های فیزیکی همواره مقداری خطا و عدم قطعیت وجود دارد سه عامل مهم نقش اساسی در افزایش دقت اندازه‌گیری دارد.
1. دقت وسیله اندازه‌گیری: در ابزارهای اندازه‌گیری مدرج، هر چه تقسیم‌بندی وسیله کوچک‌تر باشند دقت وسیله بیشتر می‌شود و طبق یک قاعده کلی خطای اندازه‌گیری وسیله ±۰٫۵ کمینه تقسیم‌بندی مقیاس آن وسیله است؛ بنابراین هر چه دقت وسیله بیش تر باشد خطای اندازگیری آن کمتر است.
2. دقت فرد در اندازه‌گیری: هر چقدر فردی که در حال اندازه‌گیری است دقت بیشتری کند درصد

خطا کاهش می‌یابد
1. تعداد دفعات اندازه‌گیری: هرچه تعداد تعداد دفعات اندازه‌گیری بیشتر باشد درصد خطا کاهش می‌یابد